# Charnois
Charnois é uma comuna francesa na região administrativa de Grande Leste, no departamento das Ardenas. Estende-se por uma área de 5,61 km². Em 2010 a comuna tinha 75 habitantes (densidade: 13,4 hab./km²).